# Skoczogonki Turcji
Skoczogonki Turcji, kolembolofauna Turcji – ogół taksonów skoczogonków, których występowanie stwierdzono na terenie Turcji.
Fauna skoczogonków Turcji jak i innych części Azji Wschodniej i Środkowej należy do słabo przebadanych. Pierwsze artykuły z rekordami tureckimi publikował w latach 50' XX wieku Kenneth Christiansen. W 1999 wyniki pierwszych kompleksowych badań w tym zakresie opublikowali Dariusz Skarzyński i Jacek Pomorski, wykazując 32 gatunki z prowincji Antalya. W 2014 roku Hasan Sevgili i Muhammed Ali Özata opublikowali checklistę tureckich skoczogonków, obejmującą 53 gatunki. Gatunki poniżej pochodzą z tejże listy, chyba że wskazano inaczej przypisem.

## Poduromorpha

### Hypogastruridae
- Paraxenylla affiniformis
- Xenylla welchi
- Xenylla maritima
- Xenyllogastrura octoculata

### Odentellidae
- Stachia populosa
- Pseudostachia populosa
- Balkanura wiktori
- Bilobella coiffaiti
- Caucasanura besucheti
- Friesea truncata
- Micranurida pygmea

### Przyślepkowate(Onychiuridae)
- Deuteraphorura fazii
- Vibronychiurus vinolentus

### Tullbergiidae
- Doutnacia mols
- Mesaphorura macrochaeta
- Mesaphorura simoni
- Metaphorura denisi
- Metaphorura ellisi
- Paratullbergia brevispina
- Scaphaphorura arenaria

## Entomobryomorpha

### Cyphoderidae
- Cyphoda grassei
- Cyphoderus bidenticulatus

### Entomobryidae
- Entomobrya handschini
- Entomobyra atrocincta
- Entomobrya multifasciata
- Entomobrya nicoleti[3]
- Entomobrya strigata
- Entomobrya subcaucasica[3]

### Heteromuridae
- Heteromurus nitidus[3]
- Heteromurus sexoculatus

### Lepidocyrtidae
- Lepidocyrtus languinosus
- Lepidocyrtus lingorum
- Lepidocyrtus nigrescens[3]
- Lepidocyrtus violaceus
- Pseudosinella horaki[3]
- Pseudosinella octopunctata
- Pseudosinella praecipiens

### Łuśniczkowate(Tomoceridae)
- Pogonognathellus flavescens[3]
- Pogonognathellus longicornis[3]
- Tomocerina minuta[3]
- Tomocerus minor[3]
- Tomocerus vulgaris

### Orchesellidae
- Orchesella balcanica[3]
- Orchesella cincta[3]
- Orchesella caucasica[3]
- Orchesella taurica[3]

### Pchlicowate(Isotomidae)
- Anurophorus coiffaiti
- Anurophorus asfouri
- Archisotoma intersititialis
- Crytopygus thermophilus
- Desoria trispinata[3]
- Folsomia candida
- Folsomia inoculata[3]
- Folsomia ksenemani[3]
- Folsomia manolachei[3]
- Folsomia penicula
- Folsomina oncyhiurina
- Folsomides semiparvulus
- Folsomides parvulus
- Halisotoma maritima
- Isotomiella minor
- Isotoma decorata
- Isotomiella minor[3]
- Isotomodes bisetosus
- Pachyotoma caucasica[3]
- Parisotoma notabilis[3]
- Pseudisotoma sensibilis[3]
- Proisotoma minuta
- Parisotoma notabilis
- Tetracanthella acuminata

## Neelipleona

### Neelidae
- Megalothorax incertus
- Megalothorax minimus[4]
- Neelus murinus[4]

## Zrosłopierścieniowe(Symphypleona)

### Arrhopalitidae
- Arrhopalites furcatus
- Pygmarrhopalites principalis[4]
- Pygmarrhopalites secundarius[4]

### Dicyrtomidae
- Dicyrtomina minuta[4]

### Katiannidae
- Sminthurinus alpinus
- Sminthurinus aureus[4]

### Podskoczkowate(Sminthuridae)
- Lipothrix lubbocki[4]
- Spatulosminthurus flaviceps[4]

### Sminthurididae
- Sphaeridia pumilis
- Sminthurides malmgreni[4]